# Seznam naselij Siško-moslavške županije
Seznam naselij Siško-moslavške županije.
Opomba: Naselja v ležečem tisku so opuščena.

## B
Babina Rijeka - Bair - Balinac - Banova Jaruga - Bansko Vrpolje - Batina - Batinova Kosa - Baturi - Baćin - Begovići - Bestrma - Bijele Vode - Bijelnik - Bistrač - Bišćanovo - Blatuša - Blinja - Blinjska Greda - Blinjski Kut - Bobovac - Bojna - Bok Palanječki - Borojevići - Borovac - Borovita - Bović - Brest Pokupski - Brestača - Brestik - Brezovac - Brezovo Polje - Brežane Lekeničke - Brinjani - Brkiševina - Brnjavac - Brnjeuška - Bročice - Brubno - Brđani Cesta - Brđani Kosa - Budaševo - Buinja - Buinjski Riječani - Bukovica - Buzeta - 

## C
Cepeliš - Cerje Letovanićko - Ciglenica - Crevarska Strana - Crkveni Bok - Crnac - Crni Potok -

## Ć
Ćore - 

## Č
Čaire - Čapljani - Čavlovica - Četvrtkovac - Čigoč - Čremušnica - Čukur - Čuntić - 

## D
Dabrina - Deanovići - Desna Martinska Ves - Desni Degoj - Desni Dubrovčak - Desno Trebarjevo - Desno Željezno - Divuša - Dodoši - Dolnjaki - Donja Bačuga - Donja Budičina - Donja Bučica - Donja Gračenica - Donja Jelenska - Donja Letina - Donja Mlinoga - Donja Oraovica - Donja Pastuša - Donja Stupnica - Donja Trstenica - Donja Velešnja - Donja Vlahinička - Donja Čemernica - Donje Jame - Donje Komarevo - Donje Mokrice - Donje Selište - Donje Taborište - Donji Bjelovac - Donji Cerovljani - Donji Dobretin - Donji Hrastovac - Donji Javoranj - Donji Klasnić - Donji Kukuruzari - Donji Selkovac - Donji Viduševac - Donji Vukojevac - Donji Žirovac - Dragotina - Dragotinci - Draškovac - Drenov Bok - Drenovac Banski - Drljača - Dugo Selo Lasinjsko - Dumače - Dužica - Dvor - Dvorišće - 

## G
Gage - Glavičani - Glina - Glinska Poljana - Gojlo - Golinja - Golubovac Divuški - Gora - Gorička - Gornja Bačuga - Gornja Bučica - Gornja Gračenica - Gornja Jelenska - Gornja Letina - Gornja Meminska - Gornja Mlinoga - Gornja Oraovica - Gornja Pastuša - Gornja Stupnica - Gornja Trstenica - Gornja Velešnja - Gornja Vlahinićka - Gornja Čemernica - Gornje Jame - Gornje Komarevo - Gornje Mokrice - Gornje Selište - Gornje Taborište - Gornji Bjelovac - Gornji Cerovljani - Gornji Dobretin - Gornji Hrastovac - Gornji Javoranj - Gornji Klasnić - Gornji Kukuruzari - Gornji Selkovac - Gornji Viduševac - Gornji Vukojevac - Gornji Žirovac - Graberje - Grabovac Banski - Grabovica - Graboštani - Grabričina - Grabrov Potok - Gradusa Posavska - Gračanica Šišinečka - Greda Sunjska - Greda - Gređani - Grmušani - Gušće - Gvozd - Gvozdansko -

## H
Hajtić - Hađer - Hrastelnica - Hrastovica - Hrtić - Hrvatska Dubica - Hrvatska Kostajnica - Hrvatski Čuntić - Hrvatsko Selo - Husain - 

## I
Ilova - Ilovačak - Ivanjski Bok - 

## J
Jabukovac - Jamarica - Janja Lipa - Jasenovac - Jasenovčani - Javnica - Javornik - Jazavica - Jazvenik - Jezero Posavsko - Jovac - Jošavica - Joševica - 

## K
Katinovac - Katoličke Čaire - Katoličko Selišće - Kepčije - Kihalac - Kinjačka - Kirin - Kladari - Kletište - Klinac - Klobučak - Knezovljani - Kobiljak - Komogovina - Komora - Kompator - Kosna - Kostreši Bjelovački - Kostreši Šaški - Kostrići - Kotarani - Kozaperovica - Kozarac - Kozarice - Kozibrod - Košutarica - Krajiška Kutinica - Kraljeva Velika - Kraljevčani - Krapje - Kratečko - Krivaj Sunjski - Krivaj - Kričke - Križ Hrastovački - Kuljani - Kutina - Kutinica - Kutinska Slatina - 

## L
Lekenik - Letovanci - Letovanić - Lijeva Luka - Lijeva Martinska Ves - Lijevo Trebarjevo - Lijevo Željezno - Lipovljani - Ljeskovac - Ljubina - Ljubljanica - Lonja - Lotine - Lovska - Lovča - Ludinica - Lukavec Posavski - Luščani - 

## M
Madžari - Mahovo - Maja - Majdan - Majske Poljane - Majski Trtnik - Majur - Mala Gorica - Mala Gradusa - Mala Ludina - Mala Paukova - Mala Solina - Mala Vranovina - Mali Gradac - Mali Obljaj - Malička - Malo Krčevo - Marinbrod - Martinovići - Matijevići - Mačkovo Selo - Mečenčani - Međurače - Međurić - Mikleuška - Miočinovići - Mišinka - Mlaka - Momčilovića Kosa - Moslavačka Slatina - Moštanica - Moščenica - Mračaj - Mustafina Klada - Mužilovčica - 

## N
Nebojan - Nova Drenčina - Nova Subocka - Novi Farkašić - Novi Grabovac - Novo Pračno - Novo Selište - Novo Selo Glinsko - Novo Selo Palanječko - Novo Selo - Novoselci - Novska -

## O
Odra Sisačka - Okoli - Osekovo - Ostojići - Ostrožin - 

## P
Paklenica - Palanjek - Palanjek Pokupski - Panjani - Papići - Paukovac - Pecka - Pecki - Pedalj - Perna - Petkovac - Petrinja - Petrinjci - Petrovec - Pešćenica - Piljenice - Pješčanica - Plesmo - Pobrđani - Podbrđe - Podgorje - Pokupsko Vratečko - Poljana Lekenička - Ponikvari - Popovac, Novska - Popovača - Potok - Prekopa - Prelošćica - Prevršac - Prijeka - Prnjavor Čuntićki - Puska - 

## R
Radonja Luka - Rajić - Rajčići - Rausovac - Ravno Rašće - Rađenovci - Repušnica - Rogulje - Rosulje - Roviška - Roždanik - Rujevac - Ruškovica - 

## S
Sela - Selište Kostajničko - Selište - Selišće Sunjsko - Setuš - Sibić - Sigetac - Sisak - Sjeverovac - Skela - Slabinja - Slana - Slatina Pokupska - Slavsko Polje - Slovinci - Sočanica - Srednja Meminska - Srednje Mokrice - Stanić Polje - Stankovac - Stara Drenčina - Stara Subocka - Stari Brod - Stari Farkašić - Stari Grabovac - Staro Pračno - Staro Selo Topusko - Staro Selo - Staza - Stipan - Strašnik - Stražbenica - Strelečko - Strmen - Struga Banska - Stružec - Stubalj - Stupno - Stupovača - Sunja - Suvoj - Svinica - Svračica - 

## Š
Šakanlije - Šartovac - Šatornja - Šaš - Šaševa - Šegestin - Šibine - Šišinec - Šljivovac - Švrakarica - 

## T
Taborište - Tanac - Timarci - Tišina Erdedska - Tišina Kaptolska - Topolovac - Topusko - Trebež - Tremušnjak - Treoča - Trgovi - Trnovac Glinski - Trtnik Glinski - Turčenica - 

## U
Udetin - Umetić - Unčani - Utolica - Uštica - 

## V
Vanići - Vedro Polje - Velika Gradusa - Velika Ludina - Velika Solina - Velika Vranovina - Veliki Gradac - Veliki Obljaj - Veliki Šušnjar - Veliko Krčevo - Veliko Svinjičko - Vidrenjak - Višnjica - Vlahović - Volinja - Voloder - Vorkapić - Voćarica - Vratečko - Vrh Letovanićki - Vukoševac - Vurot - 

## Z
Zakopa - Zaloj - Zamlača - Zbjegovača - Zirčica - Zrin - Zrinska Draga - Zrinski Brđani - Zut - 

## Ž
Žabno - Žažina - Živaja - Žreme - Župić - 